# 1375 Alfreda
1375 Alfreda (1935 UB) là một tiểu hành tinh vành đai chính được phát hiện ngày 22 tháng 10 năm 1935 bởi Eugène Joseph Delporte ở Uccle.